# Nógrád (Ort)
Nógrád [ˈnoːɡraːd] (slowakisch Novohrad) ist eine ungarische Gemeinde im Kreis Rétság im Komitat Nógrád.

## Geografische Lage
Nógrád liegt in Nordungarn, 60 Kilometer südwestlich des Komitatssitzes Salgótarján und 7 Kilometer südwestlich der Kreisstadt Rétság an dem Fluss Morgó-patak. Nachbargemeinden sind Diósjenő, Tolmács, Nőtincs, Berkenye und Szokolya.

## Geschichte
Der Name Nógrád ist slawischer Herkunft: Er ist auf das slawische Novigrad (von Novi grad) zurückzuführen, was im Deutschen „Neuburg“ oder „Neustadt“, auf Ungarisch Újvár oder Újváros bedeutet. Wahrscheinlich ist, dass die erste Bedeutung „Neuburg“ war, da in der Regel zuerst die Burgen, dann die Orte um sie herum entstanden. Zunächst gab es eine Burg dieses Namens, die Burg Nógrád, die auf einem 286 Meter hohen Berg errichtet wurde. Nach dieser wurde dann der um sie herumliegende Ort benannt, nach diesem schließlich dann das ganze Komitat. Im Jahr 1913 gab es in der damaligen Kleingemeinde 281 Häuser und 1712 Einwohner auf einer Fläche von 5132 Katastraljochen. Sie gehörte zu dieser Zeit zum Bezirk Nógrád im Komitat Nógrád.

## Sehenswürdigkeiten
- Burgruine (die Burg wurde 1685 zum großen Teil zerstört, nachdem ein Blitz in den hohen alten Turm der inneren Burg eingeschlagen hatte und das dort gelagerte Schießpulver zur Explosion gebracht hatte)
- Evangelische Kirche
- Heimatmuseum
- Kruzifix aus dem Jahr 1863
- Nepomuki-Szent-János-Statue aus dem Jahr 1856
- Römisch-katholische Kirche Nagyboldogasszony, erbaut im 1756–1757 im barocken Stil an der Stelle der 1754 durch Feuer zerstörten
- 1848er-Denkmal, errichtet 1948
- Weltkriegsdenkmal

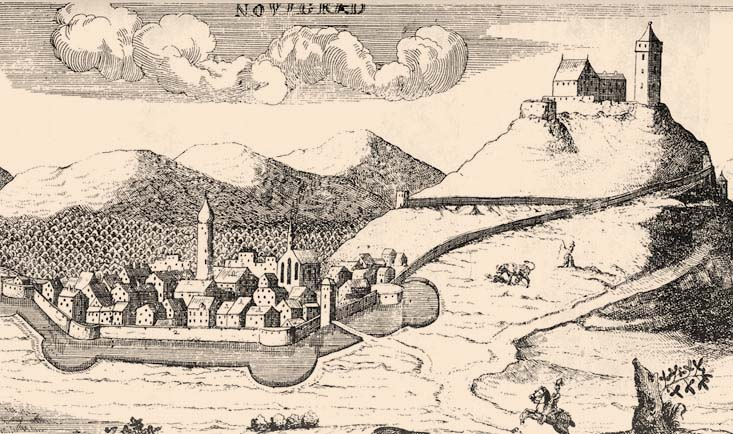
Darstellung von Nógrád (16. Jahrhundert)
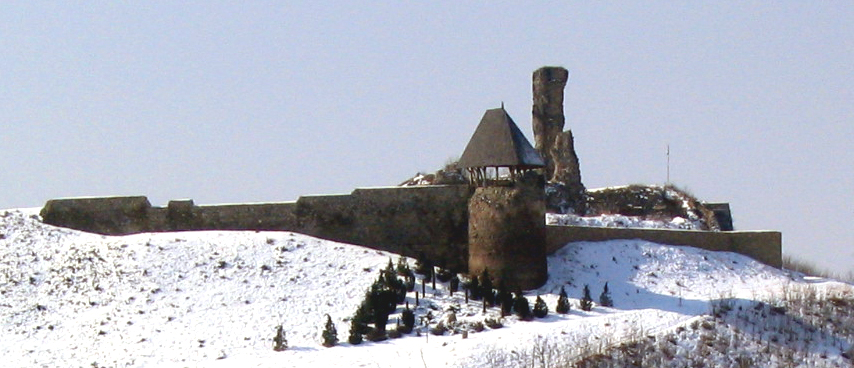
Blick auf die Burgruine
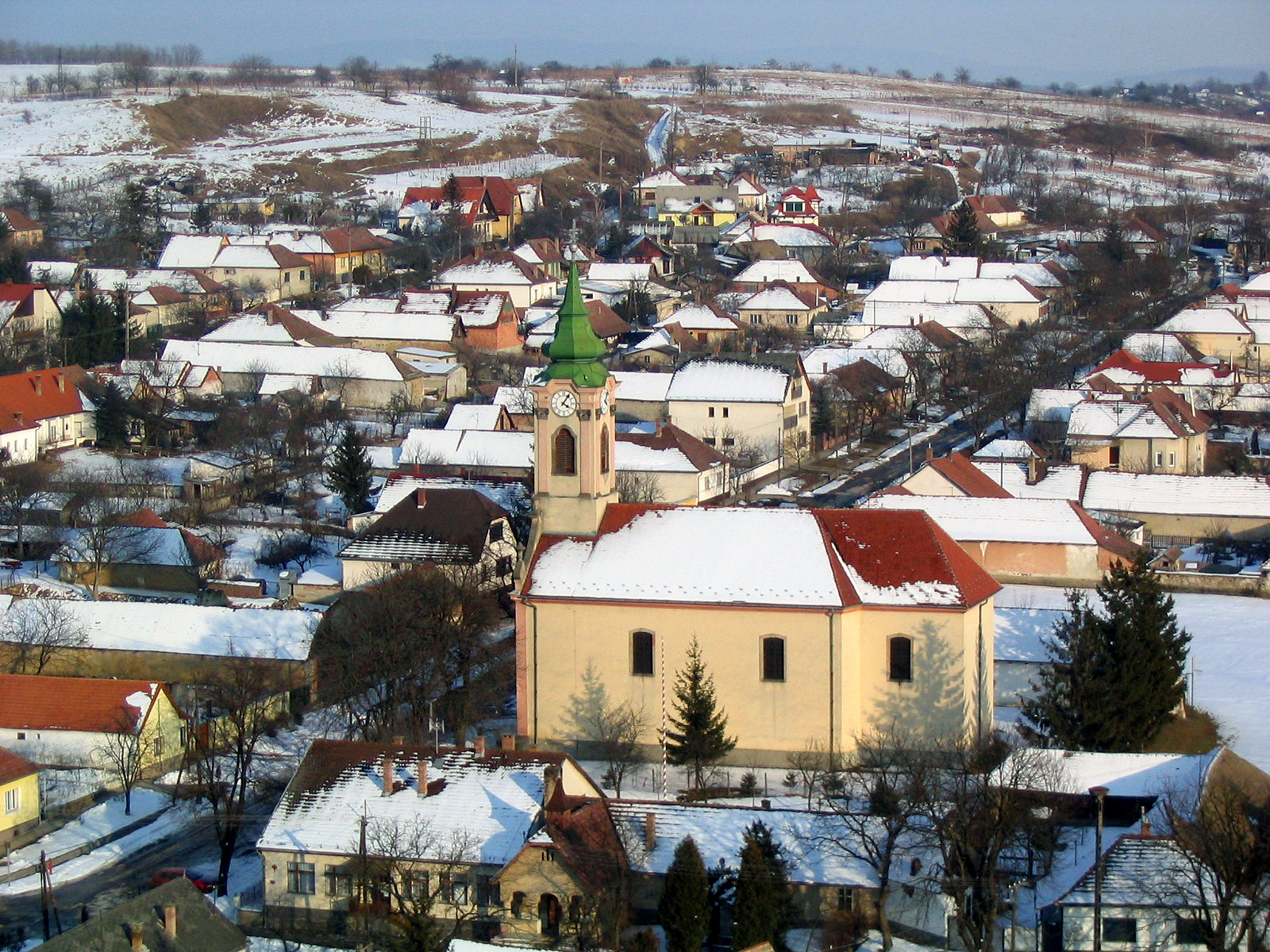
Röm.-kath. Kirche Nagyboldogasszony
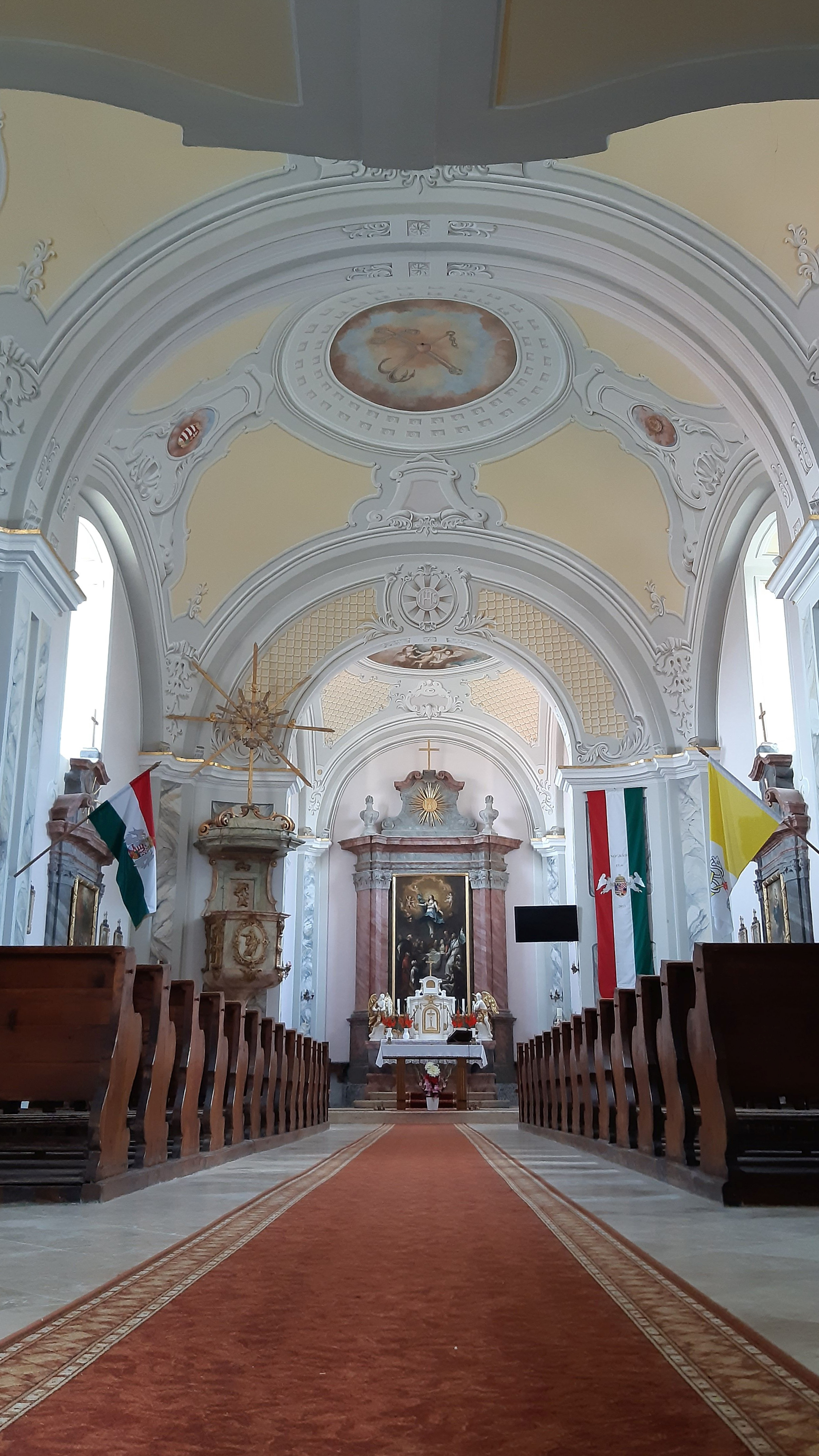
Innenraum der Kirche Nagyboldogasszony
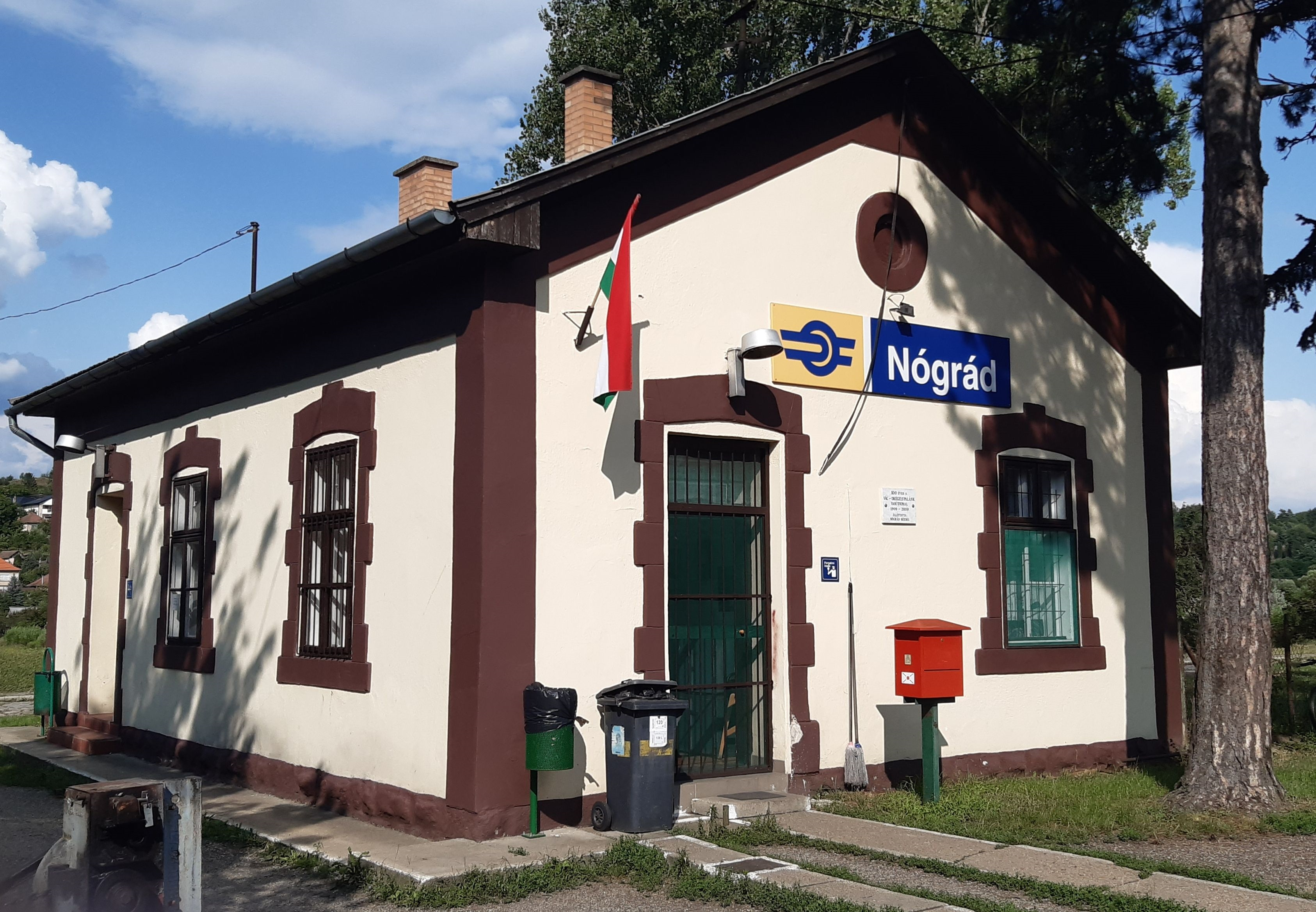
Bahnhofsgebäude
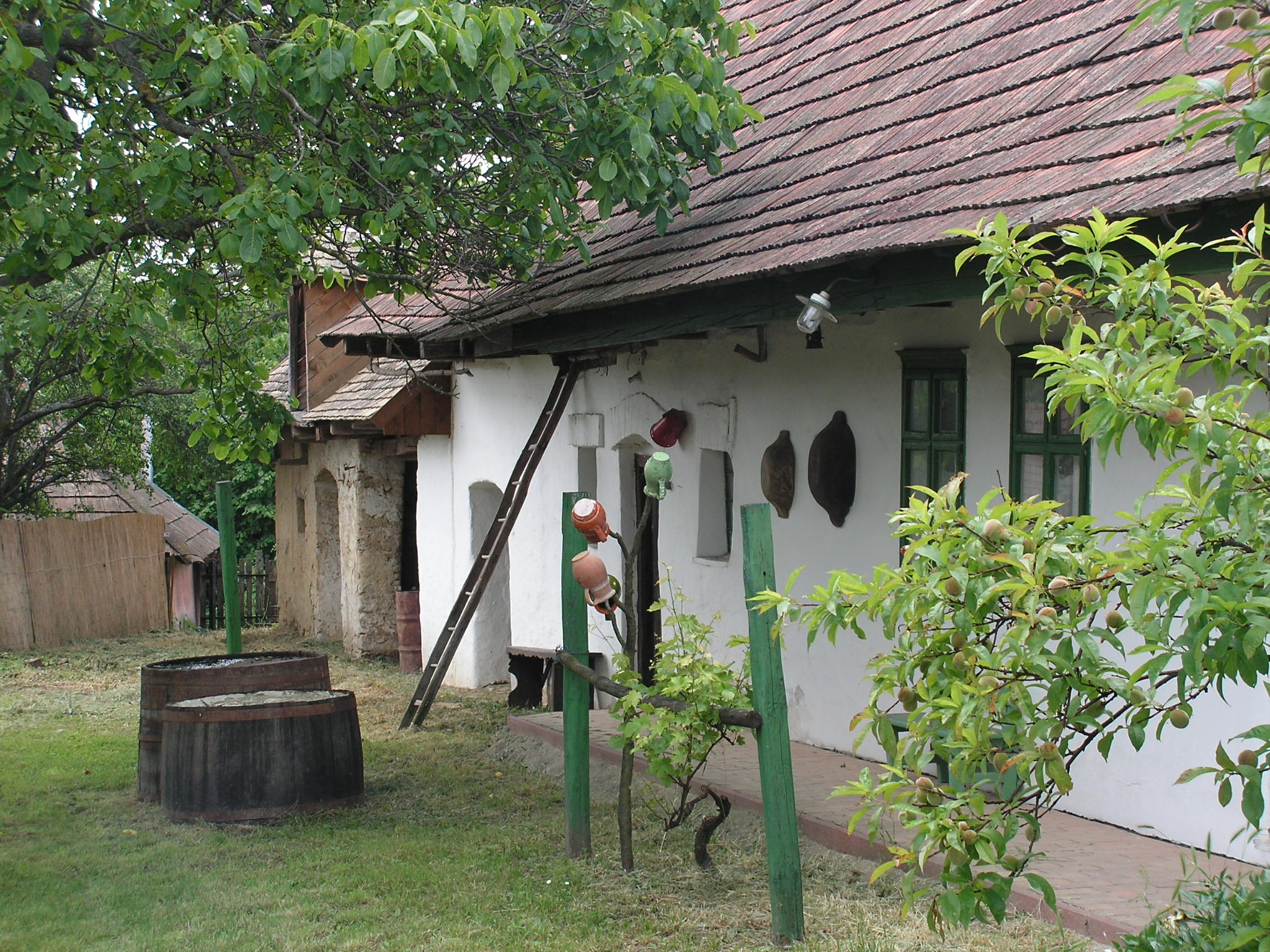
Heimatmuseum

## Verkehr
Durch Nógrád verläuft die Nebenstraße Nr. 12123. Es bestehen Bahnverbindungen nach Balassagyarmat und Vác. Weiterhin gibt es  Busverbindungen über Diósjenő nach Rétság sowie über Berkenye und Szendehely nach Vác.